# Ernst Feuz
Ernst Feuz (* 7. September 1908 in Mürren; † 15. Februar 1988) war ein Schweizer Skisportler, der in den nordischen Disziplinen und im alpinen Skisport aktiv war. Er war Erstbegeher verschiedener Routen in den Nordwänden des Lauterbrunnentals und Initiator der Schilthornbahn.

## Werdegang
Ernst Feuz wurde 1908 als Sohn eines Bergführers und eines von elf Geschwistern geboren. Bereits mit neun Jahren absolvierte er erste Skifahrten auf dem Schilthorn.
Er begann seine spätere Profi-Karriere als Skispringer und Kombinierer und gehörte zu seiner aktiven Zeit gemeinsam mit Stefan Lauener zu den erfolgreichsten Schweizer Skispringern. Erstmals international erfolgreich war er dabei bei den Nordischen Skiweltmeisterschaften 1927 in Cortina d’Ampezzo. Im Springen von der Grossschanze wurde er am Ende Vierter und verpasste so nur knapp die Medaillenränge. Bei den Olympischen Winterspielen 1928 in St. Moritz erreichte Feuz im Springen von der Normalschanze den achten Platz.
Bei den ersten Alpinen Skiweltmeisterschaften 1931 in Mürren trat er als Skirennfahrer an und belegte in der Abfahrt den vierten Platz. Zwei Jahre später erreichte er bei den Weltmeisterschaften 1933 in Innsbruck den 9. Platz in der Abfahrt, den 6. Rang im Slalom und den 8. Platz in der Alpinen Kombination sowie in den nordischen Disziplinen die Ränge 21 im Skilanglauf über 18 km, 59 im Sprunglauf und den 5. Platz in der Nordischen Kombination. Bei den Skiweltmeisterschaften 1935 in Mürren war er als Ersatzfahrer Teil des schweizerischen Aufgebotes, kam aber zu keinem Einsatz.
1939 war Feuz Mitgründer der Schweizerischen Stiftung für Alpine Forschung (SSAF) und lange Jahre Präsident ihres Verwaltungsrates.
Beruflich war er nach absolvierter Banklehre ab 1939 bei der Neue Warenhaus AG (EPA) tätig, bei der er 1943 den Vizedirektorposten übernahm und seit 1947 als Direktor fungierte.